# Abbaye Saint-Paul d'Oosterhout
Pour les articles homonymes, voir Abbaye Saint-Paul et Saint-Paul.
L'abbaye Saint-Paul (en néerlandais : Sint-Paulusabdij) est une ancienne abbaye bénédictine, qui fut à l'origine de la création de la congrégation bénédictine néerlandaise au sein de la confédération bénédictine. Elle se trouve à Oosterhout, dans le Brabant-Septentrional (Pays-Bas).

## Histoire
L'abbaye a été fondée par les moines français de l'abbaye bénédictine de Wisques, lorsqu'ils furent chassés de France par les lois anti-catholiques de 1901.

### Construction
L'abbaye a été construite entre 1907 et 1910 par Dom Bellot, moine-architecte de la congrégation de Solesmes à qui appartenait la communauté,. Les moines ont eu la permission de retourner en France après la guerre de 1914-1918 et la communauté s'est ouverte aussi aux néerlandophones, sous l'abbatiat de Dom Puniet (premier abbé) quand Oosterhout a été érigée en abbaye au sein de la congrégation de Solesmes en 1928.
C'est également à cette date que Dom Bellot retourne à Saint-Paul de Wisques.

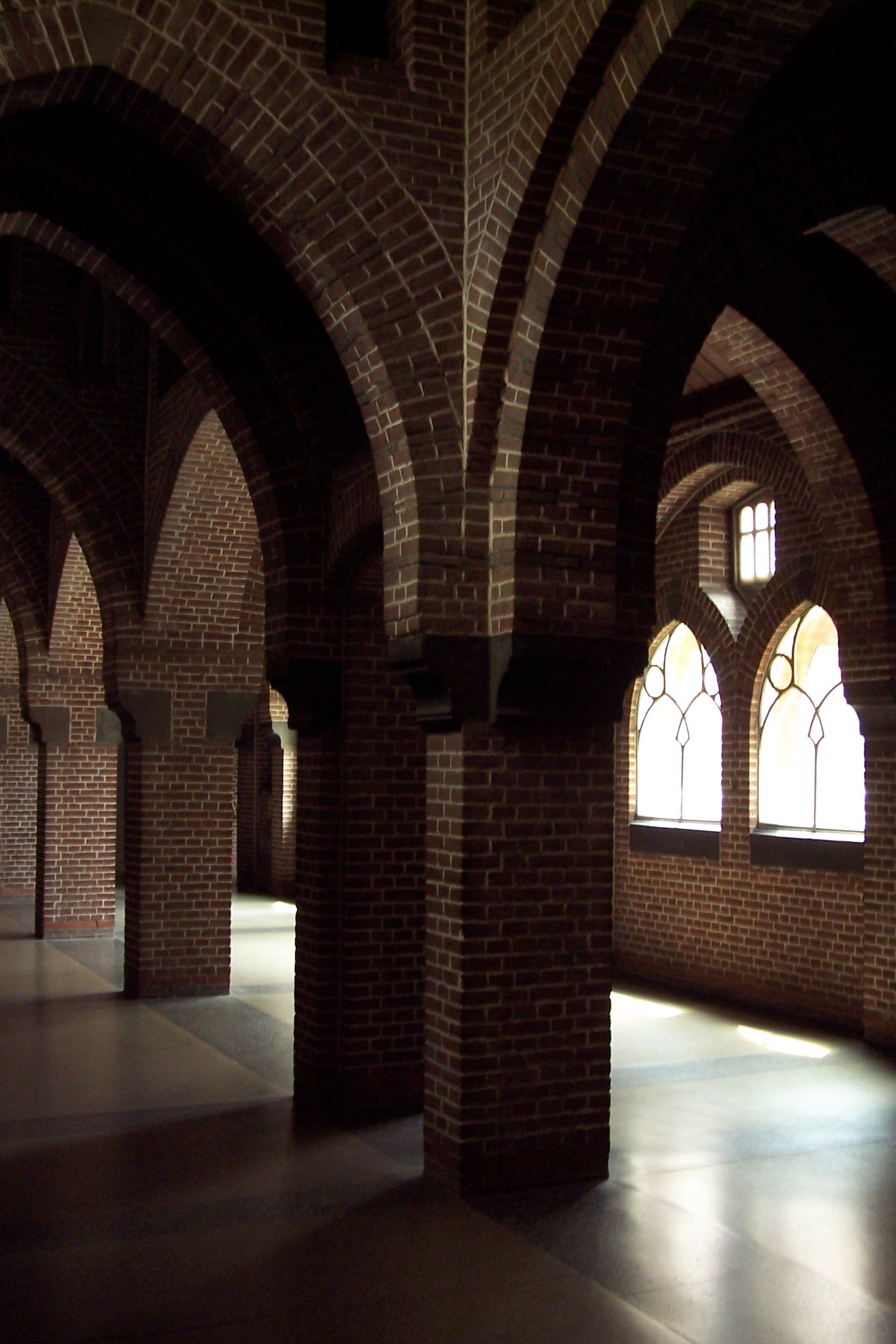
Voûtes et piliers à l'intérieur de l'abbaye

Le second abbé, Dom Mähler (à la mort du Français Dom Puniet en 1941), est néerlandophone. Les vocations affluent : l'abbaye a cent moines en 1941. L'abbaye connaît son apogée et se spécialise dans les recherches historiques et liturgiques.

### Changement de communauté
L'abbaye devient abbaye territoriale, ou archi-abbaye, de la nouvelle congrégation néerlandaise formée en 1969. Les Pays-Bas, qui comptaient un prêtre pour 460 habitants dans les années 1950 sont particulièrement touchés ensuite par la crise des vocations et l'abbaye, qui ne comptaient plus que 17 moines en 2006 (qui avaient entre 55 ans et 78 ans), laisse la place à la communauté œcuménique du Chemin Neuf, tandis que leurs objets les plus remarquables sont donnés au Musée de l'ancien couvent Sainte-Catherine d'Utrecht.
Les moines s'établissent alors dans la petite communauté Saint-Paul à Teteringen et viennent célébrer régulièrement dans l'église de leur ancienne abbaye.
En 2013, l'abbaye accueille une émission de télé-réalité chrétienne, initiée par la chaîne télévisée évangélique Evangelische Omroep. Deux actrices (Sanne Vogel et Lieke van Lexmond), deux mannequins (Christina Curry et Kim Feenstra (nl)) et une chanteuse (Elle Bandita), choisissent de suivre les exercices spirituels, retraite créée par Ignace de Loyola, tout en étant filmées durant toute la durée de la retraite,.

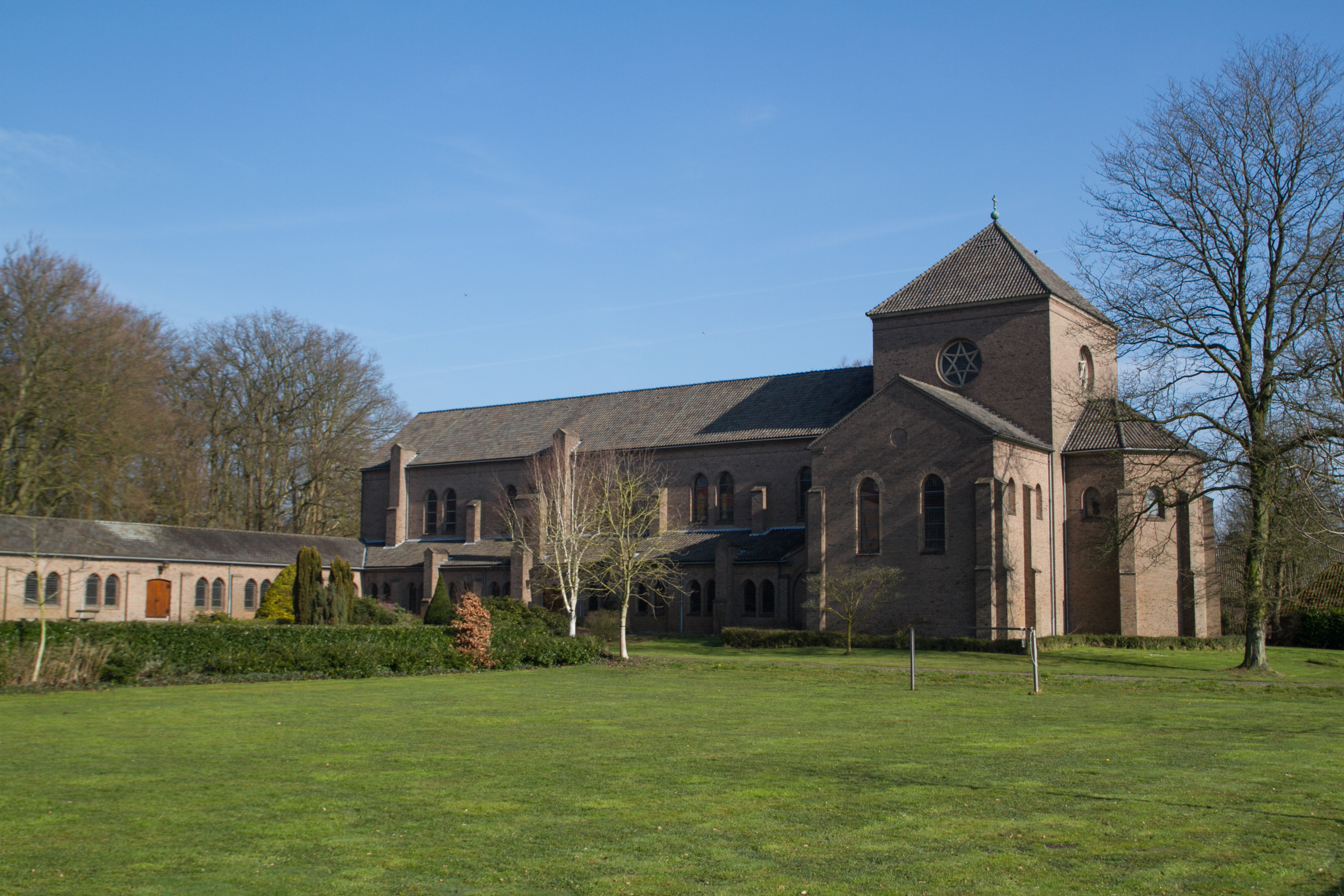